# Jasiona (Lewin Brzeski)
Jasiona (deutsch Jeschen) ist eine Ortschaft in der Gemeinde Lewin Brzeski im Powiat Brzeski der Woiwodschaft Opole.

## Geographie

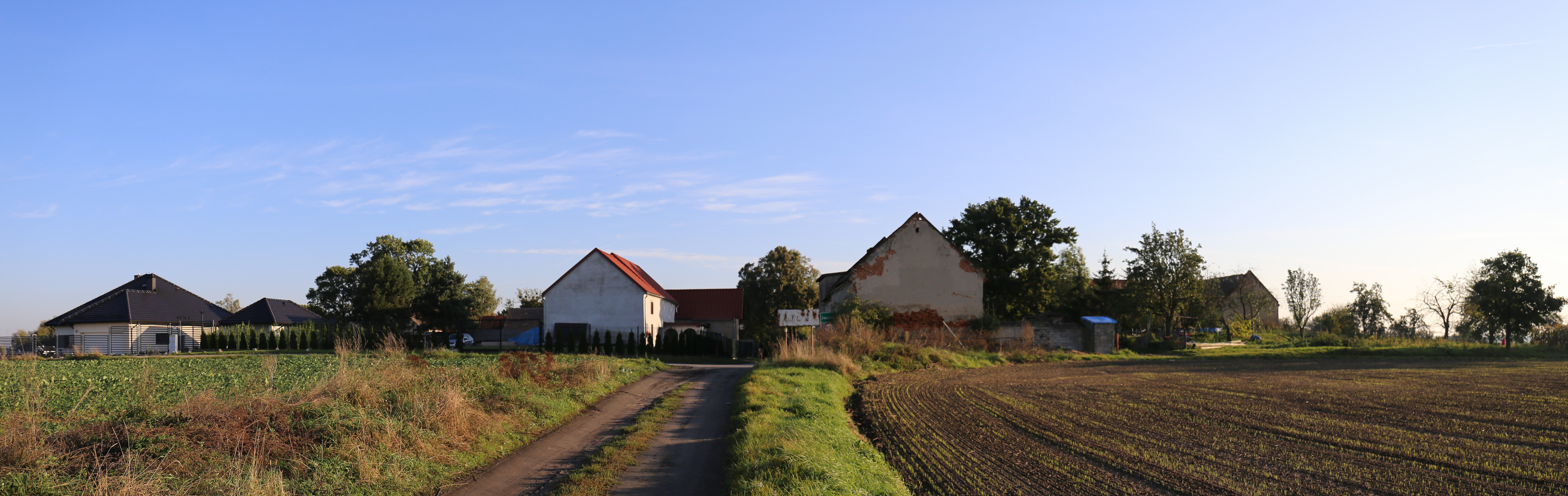
Ortseingang (2020)

### Geographische Lage
Das Straßendorf Jasiona liegt im Südosten der historischen Region Niederschlesien an der Grenze zu Oberschlesien. Der Ort liegt etwa sieben Kilometer nordwestlich vom Gemeindesitz Lewin Brzeski (Löwen), 13 Kilometer südöstlich von der Kreisstadt Brzeg (Brieg) und 33 Kilometer nordwestlich von der Woiwodschaftshauptstadt Oppeln. Jasiona liegt in der Nizina Śląska (Schlesische Tiefebene) innerhalb der Równina Wrocławska (Breslauer Ebene).

### Nachbarorte
Nachbarorte von sind im Nordwesten Pogorzela (Pogarell) und Janów (Johnsdorf), im Nordosten Łosiów (Lossen), im Südosten Nowa Wieś Mała (Klein Neudorf), im Süden Ptakowice (Taschenberg) und im Südwesten Michałów (Michelau) und Czeska Wieś (Böhmischdorf).

## Geschichte
Das Dorf wurde 1255 erstmals als Jasona urkundlich erwähnt. 1407 wird der Ort als Yessin erwähnt.
Nach dem Ersten Schlesischen Krieg 1742 fiel Jeschen mit dem größten Teil Schlesiens an Preußen.
Nach der Neuorganisation der Provinz Schlesien gehörte die Landgemeinde Jeschen ab 1816 zum Landkreis Brieg im Regierungsbezirk Oppeln. 1845 bestanden im Dorf eine Scholtisei, eine evangelische Schule und 43 Häuser. Im gleichen Jahr lebten in Jeschen 211 Menschen, davon 69 katholisch. 1874 wurde der Amtsbezirk Taschenberg-Michelau gegründet, welcher aus den Landgemeinden Cantersdorf, Jeschen, Klein Neudorf, Michelau, Taschenberg und den Gutsbezirken Cantersdorf, Klein Neudorf und Taschenberg bestand. 1885 zählte Jeschen 235 Einwohner.
1933 hatte Jeschen 231 sowie 1939 211 Einwohner. Bis 1945 befand sich der Ort im Landkreis Brieg.
Als Folge des Zweiten Weltkriegs fiel der deutsche Ort Jeschen 1945 wie der größte Teil Schlesiens unter polnische Verwaltung. Nachfolgend wurde der Ort in Jasiona umbenannt und der Woiwodschaft Schlesien angeschlossen. 1950 wurde es der Woiwodschaft Oppeln eingegliedert. Mit Abschluss des Zwei-plus-Vier-Vertrages im Jahr 1991 endete die völkerrechtliche Verwaltung des Ortes und er wurde Teil Polens. 1999 kam der Ort zum neu gegründeten Powiat Breszki (Kreis Brieg).